# Janeth Gómez
Janeth Gómez (San Miguel el Alto, Jalisco), es una halterófila mexicana que compitió en los Juegos Olímpicos de París 2024 y la única representante mexicana en dicho deporte.

## Trayectoria deportiva
Comenzó a practicar halterofilia a los 11 años; sin embargo, fue criticada por su físico, pero la deportista olímpica declara que:
La halterofilia me sacó de mi zona de confort, que era salir de mi pueblo, y yo pensaba que no iba a lograr cosas grandes, pero con trabajo y esfuerzo, todo es posible.
Cuando cumplió 12 años fue reclutada por el Consejo Estatal para el Fomento Deportivo (CODE) para entrenarse en el alto rendimiento y a los 14 fue medallista en su primer campeonato centroamericano; mientras que a los 15 años alcanzó el podio en su primer mundial juvenil.

La deportista también ha incursionado en el fisiculturismo, lo cual le ha ayudado en la práctica de la halterofilia:
El fisicoculturismo me ayuda a comer mejor, como saber nutrir mi cuerpo y fortalecerlo, además de ejercicios para mi cuerpo, y me gusta que tenga mucha disciplina. Competí el año pasado (en 2020) en un torneo donde quedé en segundo lugar, pero ahorita ya estoy más dedicada a la halterofilia, y más adelante me gustaría volver a ese deporte.
Concluyó su participación en los Juegos Olímpicos de París 2024 en el octavo lugar.

## Palmarés
| Año  | Lugar            | Medalla           | Competición                                          |
| ---- | ---------------- | ----------------- | ---------------------------------------------------- |
| 2024 | Tailandia        | 10° lugar         | Copa del Mundo                                       |
| 2023 | Bogotá, Colombia | 10° lugar         | Mundial de Bogotá                                    |
| 2023 | La Habana, Cuba  | Medalla de oro    | Grand Prix                                           |
| 2023 | La Habana, Cuba  | Medalla de plata  | Grand Prix                                           |
| 2023 | El Salvador      | Medalla de plata  | Juegos Centroamericanos y del Caribe de San Salvador |
| 2019 |                  | 10° lugar         | Mundial Senior                                       |
| 2013 |                  | Medalla de bronce | Campeonato Mundial                                   |
| 2013 |                  | Medalla de oro    | Panamericano Juvenil                                 |

## Premios y reconocimientos
- Tres veces campeona en el Campeonato Panamericano de Halterofilia y subcampeona centroamericana.[13]